# Penelope albipennis
La pava aliblanca (Penelope albipennis) es una especie de ave galliforme de la familia Cracidae endémica de los bosques secos de la costa norte del Perú. No se conocen subespecies.

## Descubrimiento
Fue descubierta en el año 1877 por el naturalista Ladislao Taczanowsky. A partir de aquel entonces, luego de largas y numerosas expediciones sin resultados fue declarada extinta por la comunidad científica. Fue redescubierta en la madrugada del 13 de septiembre de 1977 en la quebrada San Isidro, en Olmos (Lambayeque), por el campesino Sebastián Chinchay, tras la petición del conservacionista Gustavo del Solar, quien se dedicó a buscarla gracias a la persuasión de la ilustre ornitóloga María Koepcke. En ese hallazgo Del Solar no se encontraba solo, sino acompañado del prestigioso ornitólogo John Patton O'Neill y un grupo de campesinos de la zona, entre ellos, Sebastián Chinchay.
Tras su redescubrimiento, el Congreso de la República del Perú a promulgar la Ley N.º 28049 donde se “declara de interés nacional la reproducción y conservación de la pava aliblanca y se prohíbe su caza, extracción, transporte o exportación con fines comerciales”.

## Descripción
Es un ave esbelta de color negro con nueve grandes plumas de vuelo blancas en los extremos de las alas, pico gris azulado con la punta negra. Cara desnuda de color rosado grisáceo. Posee una larga cola, patas rosadas y su gargantilla se encuentra desnuda, y es de color anaranjado. Mide entre 70 y 80 cm de longitud.

## Hábitat y distribución
Vive en laderas y elevaciones de 300 a 1300 m s. n. m., aunque antes también ocupaba algarrobales a nivel del mar. Tiene predilección por valles apartados con pequeños cursos de agua, sin molestias humanas, aunque parece capaz de tolerar algunas modificaciones del hábitat. Es probable que realice pequeños movimientos de carácter estacional, pero aún no se conocen con detalle. 
Se alimenta de frutos, flores, hojas, yemas y semillas. Ha sido observada en cultivos comiendo hojas de maíz, frijoles y patatas, así como frutos de café. Se ha comprobado que en su hábitat casi siempre existe el árbol conocido como "pati" o "pasayo" (Eriotheca ruizii), perteneciente a la familia bombacaceae, que le proporciona alimento y refugio.  
Históricamente existió por toda la región del noroeste del Perú dominada por la formación vegetal denominada "bosque seco". Actualmente solo sobrevive en las áreas boscosas más apartadas y mejor conservadas de los departamentos peruanos de Lambayeque, Piura y Cajamarca, dentro de la Región de Endemismos Tumbesina. Para más precisión, se estima que subsisten en 22 localidades de una banda de 200 km de longitud, con una media de 1 ejemplar/10 km². Aún existe en el departamento de Tumbes.

## Vida silvestre
Se despierta con la primera claridad, empezando el día con un grito fuerte e inconfundible con el que demarca su propiedad. Se alimenta de frutos, semillas, flores y hojas. 
Cría entre enero y agosto. Anida en la parte alta de los árboles hasta 25 m de altura. Su nidada consta de dos a tres huevos.

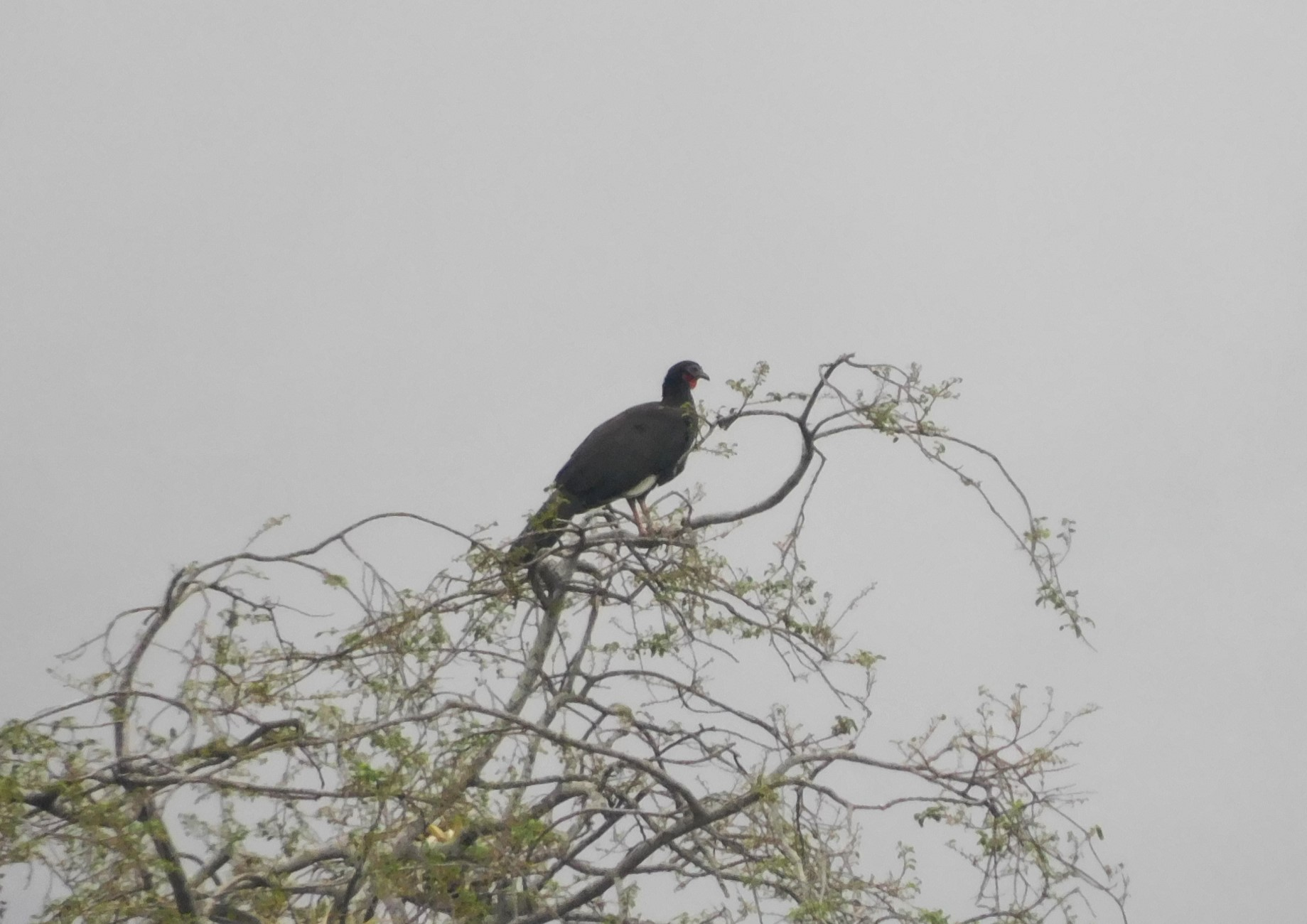
Pava aliblanca reposando en las ramas de un árbol en el refugio de vida silvestre Laquipampa

## Estado de conservación
Esta ave que se encuentra al borde de la extinción, cuenta con una población de unos 150-250 ejemplares a los que hay que añadir algo menos de un centenar que se mantienen en cautiverio. Se estima que la población sigue en declive. Por ello está catalogada como una especie en peligro crítico de extinción. Entre las causas principales para que esta rara ave haya disminuido en número se listan: la destrucción del bosque por el hombre, el ataque por diversas clases de depredadores, su caza indiscriminada y su lenta tasa de reproducción.
Por otra parte, el Gobierno Regional de Piura (en el norte del Perú) la declaró en 2019 como "Patrimonio Regional" de la región Piura.